# Ла-Сона
Ла-Сона (фр. La Sonnaz) — громада  в Швейцарії в кантоні Фрібур, округ Сарін.

## Географія
Громада розташована на відстані близько 29 км на південний захід від Берна, 5 км на північний захід від Фрібура.
Ла-Сона має площу 7 км², з яких на 7,2% дозволяється будівництво (житлове та будівництво доріг), 66,2% використовуються в сільськогосподарських цілях, 22,4% зайнято лісами, 4,2% не є продуктивними (річки, льодовики або гори).

## Демографія
2019 року в громаді мешкало 1173 особи (+15,9% порівняно з 2010 роком), іноземців було 12,5%. Густота населення становила 169 осіб/км².
За віковим діапазоном населення розподілялося таким чином: 24,7% — особи молодші 20 років, 62,7% — особи у віці 20—64 років, 12,6% — особи у віці 65 років та старші. Було 453 помешкань (у середньому 2,6 особи в помешканні).
Із загальної кількості 232 працюючих 49 було зайнятих в первинному секторі, 66 — в обробній промисловості, 117 — в галузі послуг.